# Чеков Юрій Петрович
Юрій Петрович Че́ков (нар. 29 вересня 1970, Старий Яричів, Кам'янка-Бузький район, Львівська область) — український актор, Заслужений діяч мистецтв України (2013), помічник художнього керівника НАУД театру ім. М. Заньковецької.

## Життєпис
1994—1998 — Юрій Чеков вступив на акторське відділення вокального факультету Львівського вищого державного музичного інституту ім. Миколи Лисенка (курс Богдана Козака) та Львівське державне культурно-освітнє училище (режисерський факультет). Від 1996 р. він очолив самодіяльний народний театр у м. Кам'янці-Бузькій, де організовує і режисирує свята і ставить вистави: «Мина Мазайло» і «Народний Малахій» М. Куліша, «Гайдамаки», «Посланіє», «Євангеліє від Тараса» за Т. Шевченком (власна інтерпретація), «Візит літньої пані» Ф. Дюрренматта, «Безсмертний дотик до душі» Л. Костенко, «Сни Марії, жінки з Магдали» Н. Давидовської, «Марія» (інсценівка роману М. Слабошпицького «Марія Башкирцева»), «Нестрашний суд» В. Герасимчука.
2002—2004 рр. — помічник режисера у НАУД театрі ім. М. Заньковецької, від 2004 р. — помічник художнього керівника театру. Від 2004 р. викладає акторську майстерність на кафедрі театрознавства та акторської майстерності факультету культури і мистецтв ЛНУ ім. І. Франка. Як актор НАУД театру ім. М. Заньковецької Юрій Чеков дебютував у 2008 р. у ролі Іонича («Іонич», А. Чехов; режисер Алла Бабенко). Вистава отримала Гран-прі фестивалю «Чеховські сезони у Ялті» у 2008 р.

## Ролі в театрі
- Урядовець («Державна зрада» Рей Лапіка), 2003 р.
- Городянин, Судовий виконавець, Репортер («Візит літньої пані» Фрідріх Дюрренматт), 2005 р.
- Корчмар («Сава Чалий» Іван Карпенко-Карий), 2006 р.
- Никодим, Законовчитель («Ісус, син Бога живого» Василь Босович), 2008 р.
- Іонич («Іонич» Антон Чехов), 2008 р.
- Жорж Піту («Сміх лангусти» Джеральд Даррелл), 2009 р.
- Орлов («Розповідь незнайомого» Антон Чехов), 2009 р.
- Клаус Гірдінг («Завчасна паморозь» Райнер Марія Рільке), 2009 р.
- Михаїл Полознев («Моє життя» Антон Чехов), 2010 р.
- Олег Жданович («Або-або» за листами та спогадами Олени Теліги), 2010 р.
- Вурм («Підступність і кохання» Фрідріх Шиллер), 2010 р.
- Друг сім'ї («Сповідь» Антон Чехов), 2011 р.
- Яків Григорович Проценко («Блакитна троянда» Леся Українка), 2011 р.
- Креон («Антігона» Жан Ануй), 2012 р.
- Автор («Вогні» Антон Чехов), 2012 р.
- Риста Тодорович, Пера Каленич («Пані Міністрова» Браніслав Нушич), 2013 р.
- Лопахін («Вишневий сад» Антон Чехов), 2013 р.